# 長臀副仙女魚
長臀副仙女魚，為輻鰭魚綱仙女魚目合齒魚亞目副仙女魚科的其中一種，分布於東印度洋澳洲西部海域，深度150-312公尺，體長可達16.2公分，背鰭軟條9枚;臀鰭軟條11枚，為深海底棲性魚類，棲息在底層水域，生活習性不明。

## 擴展閱讀
維基物種上的相關：長臀副仙女魚